# Liga Colombiana de Fútbol Sala 2013-I
La Liga Argos Futsal Apertura 2013 fue la quinta (5a.) versión de la Liga Argos Futsal que se jugó del 3 de marzo al 6 de julio. 

## Sistema de juego
Se juegan dos torneos en el año, uno en cada semestre coronando en cada versión un campeón.
El sistema de juego consiste en 3 fases:
- Primera fase: Se disputan dos octogonales. En cada uno de ellos se realizan catorce fechas (grupos A y B), es decir que cada equipo disputará catorce partidos (siete juegos de ida y siete de vuelta por conjunto). Los dos primeros de cada zona clasificaran a la segunda fase.

- Segunda fase: Los cuatro (4) equipos quedarán divididos en dos llaves. En cada llave se disputarán dos partidos (uno de ida y otro de vuelta) y el ganador accederá a la instancia definitiva.

- Final: Así mismo, en la final se utilizará este esquema, sólo que el título se le otorgará al mejor de tres juegos. Aunque cabe recordar que en el Segundo torneo del año 2011 se jugaron dos partidos en las semifinales y Gran Final (ida y vuelta) y se coronaron vencedores y campeón respectivamente al mejor de cada serie.[3] A partir del año 2012 el ganador de la Final se definirá al mejor de tres (3) juegos.

Para el año 2013 debido a la ampliación de los cupos y la destacada actuación de la Selección Colombia en el Mundial de Tailandia, se hizo más exigente el sistema acomodando los equipos en dos octagonales en una primera fase todos contra todos de ida y vuelta. Los dos primeros del grupo A y B jugarán semifinales de la siguiente manera: el primero del A contra el segundo del B y el primero del B contra el segundo del A.

## Equipos participantes
| Equipo              | Departamento       | Ciudad        | Coliseo                             |
| Rionegro Águilas    | Antioquia          | Itagüí        | 'El Cubo'                           |
| Atlético Huila      | Huila              | Neiva         | Álvaro Sánchez Silva                |
| Barranquilla Futsal | Atlántico          | Barranquilla  | Coliseo Elías Chegwin               |
| Cóndor - Santa Fe   | Cundinamarca       | Fusagasugá    | Coliseo Cooburgos                   |
| Deportivo Cali      | Valle del Cauca    | Yumbo         | Coliseo Alberto Bejarano            |
| Deportivo D´Martin  | Cundinamarca       | Madrid        | Coliseo Madrid                      |
| Deportivo Lyon      | Valle del Cauca    | Cali          | Coliseo Barrio El Sena              |
| Deportivo Meta      | Meta               | Villavicencio | Álvaro Mesa Amaya                   |
| Deportivo Sanpas    | Boyacá             | Tunja         | San Antonio                         |
| Gremio Samario      | Magdalena          | Santa Marta   | Villa Olímpica                      |
| Halcones de Cúcuta  | Norte de Santander | Cúcuta        | Toto Hernández                      |
| Lanús Colombia      | Bogotá             | Bogotá        | PRD El Salitre                      |
| Once Caldas         | Caldas             | Manizales     | Ramón Marín Vargas                  |
| Pereira Futsal      | Risaralda          | Pereira       | Rafael Cuartas Gaviria              |
| Real Bucaramanga    | Santander          | Bucaramanga   | Universidad Industrial de Santander |
| Rionegro Futsal     | Antioquia          | Rionegro      | Coliseo Del Cielo                   |

## Fase de grupos

### Grupo A
| Pos. | Equipos             | PJ | PG | PE | PP | GF | GC | Dif. | Pts. |
| ---- | ------------------- | -- | -- | -- | -- | -- | -- | ---- | ---- |
| 1.   | Rionegro Águilas    | 14 | 10 | 1  | 3  | 72 | 49 | 23   | 31   |
| 2.   | Barranquilla Futsal | 14 | 9  | 2  | 3  | 70 | 55 | 15   | 29   |
| 3.   | Rionegro Futsal     | 14 | 8  | 1  | 5  | 62 | 34 | 28   | 25   |
| 4.   | Gremio Samario      | 14 | 7  | 2  | 5  | 78 | 64 | 14   | 23   |
| 5.   | Once Caldas         | 14 | 6  | 2  | 6  | 69 | 67 | 2    | 20   |
| 6.   | Real Bucaramanga    | 14 | 3  | 2  | 9  | 50 | 81 | -31  | 11   |
| 7.   | Halcones de Cúcuta  | 14 | 3  | 2  | 9  | 48 | 84 | -36  | 11   |
| 8.   | Pereira Futsal      | 14 | 2  | 4  | 8  | 49 | 64 | -15  | 10   |

#### Resultados
- La hora de cada encuentro corresponde al huso horario que rige a Colombia (UTC-5)

Nota: El canal Win Sports es el medio de difusión por televisión autorizado por la Dimayor para la transmisión por cable de un partido por fecha, teniendo en cuenta que, en algunas fechas, no hay transmisión por televisión.
| Rionegro Águilas   | 2 - 1 | Once Caldas         | El Cubo        | 28 de febrero | 20:00 | Win Sports      |
| Gremio Samario     | 4 - 6 | Barranquilla Futsal | Villa Olímpica | 3 de marzo    | 11:00 | Sin transmisión |
| Rionegro Futsal    | 3 - 1 | Pereira Futsal      | El Cielo       | 3 de marzo    | 14:00 | Sin transmisión |
| Halcones de Cúcuta | 6 - 7 | Real Bucaramanga    | Toto Hernández | 3 de marzo    | 16:00 | Sin transmisión |

| Pereira Futsal      | 5 - 5 | Rionegro Águilas    | Rafael Cuartas Gaviria     | 7 de marzo  | 20:00 | Win Sports      |
| Once Caldas         | 6 - 4 | Barranquilla Futsal | Menor                      | 10 de marzo | 11:00 | Sin transmisión |
| Real Bucaramanga    | 5 - 5 | Rionegro Futsal     | U. Industrial de Santander | 10 de marzo | 11:00 | Sin transmisión |
| Barranquilla Futsal | 8 - 2 | Halcones de Cúcuta  | Indeportes                 | 22 de abril | 19:30 | Sin transmisión |

| Barranquilla Futsal | 4 - 3  | Once Caldas      | Indeportes     | 16 de marzo | 18:00 | Sin transmisión |
| Rionegro Águilas    | 4 - 3  | Real Bucaramanga | El Cubo        | 16 de marzo | 18:00 | Sin transmisión |
| Gremio Samario      | 12 - 7 | Pereira Futsal   | Villa Olímpica | 17 de marzo | 11:00 | Sin transmisión |
| Halcones de Cúcuta  | 0 - 6  | Rionegro Futsal  | Toto Hernández | 17 de marzo | 19:00 | Sin transmisión |

| Once Caldas      | 7 - 8 | Halcones de Cúcuta  | Menor                      | 23 de marzo | 19:00 | Sin transmisión |
| Pereira Futsal   | 5 - 5 | Barranquilla Futsal | Rafael Cuartas Gaviria     | 23 de marzo | 20:00 | Win Sports      |
| Real Bucaramanga | 2 - 5 | Gremio Samario      | U. Industrial de Santander | 24 de marzo | 11:00 | Sin transmisión |
| Rionegro Futsal  | 1 - 4 | Rionegro Águilas    | El Cielo                   | 27 de marzo | 19:00 | Sin transmisión |

| Halcones de Cúcuta  | 4 - 8 | Pereira Futsal   | Toto Hernández | 6 de abril | 13:00 | Sin transmisión |
| Barranquilla Futsal | 8 - 1 | Real Bucaramanga | Indeportes     | 6 de abril | 19:30 | Sin transmisión |
| Once Caldas         | 3 - 1 | Pereira Futsal   | Menor          | 7 de abril | 11:00 | Sin transmisión |
| Gremio Samario      | 3 - 4 | Rionegro Futsal  | Villa Olímpica | 7 de abril | 11:00 | Sin transmisión |

| Rionegro Águilas   | 7 - 2 | Gremio Samario      | El Cubo                    | 11 de abril | 20:00 | Win Sports      |
| Rionegro Futsal    | 7 - 0 | Barranquilla Futsal | El Cielo                   | 13 de abril | 19:00 | Sin transmisión |
| Halcones de Cúcuta | 4 - 6 | Pereira Futsal      | Toto Hernández             | 14 de abril | 10:00 | Sin transmisión |
| Real Bucaramanga   | 7 - 6 | Once Caldas         | U. Industrial de Santander | 14 de abril | 11:00 | Sin transmisión |

| Barranquilla Futsal | 6 - 5 | Talento Dorado     | Indeportes             | 20 de abril | 19:30 | Sin transmisión |
| Deportivo Pereira   | 4 - 1 | Real Bucaramanga   | Rafael Cuartas Gaviria | 20 de abril | 20:00 | Sin transmisión |
| Once Caldas         | 5 - 4 | Rionegro Futsal    | Menor                  | 21 de abril | 11:00 | Sin transmisión |
| Gremio Samario      | 6 - 2 | Halcones de Cúcuta | Villa Olímpica         | 21 de abril | 11:00 | Sin transmisión |

| Barranquilla Futsal | 7 - 7 | Gremio Samario     | Indeportes                 | 27 de abril | 18:00 | Sin transmisión |
| Pereira Futsal      | 1 - 6 | Rionegro Futsal    | Rafael Cuartas Gaviria     | 27 de abril | 20:00 | Sin transmisión |
| Real Bucaramanga    | 4 - 6 | Halcones de Cúcuta | U. Industrial de Santander | 28 de abril | 11:00 | Sin transmisión |
| Once Caldas         | 9 - 8 | Talento Dorado     | Menor                      | 28 de abril | 11:00 | Sin transmisión |

| Talento Dorado     | 4 - 6 | Pereira Futsal      | El Cubo        | 2 de mayo | 20:00 | Win Sports      |
| Rionegro Futsal    | 4 - 1 | Real Bucaramanga    | El Cielo       | 3 de mayo | 19:00 | Sin transmisión |
| Halcones de Cúcuta | 3 - 6 | Barranquilla Futsal | Toto Hernández | 5 de mayo | 10:00 | Sin transmisión |
| Gremio Samario     | 6 - 4 | Once Caldas         | Villa Olímpica | 5 de mayo | 11:00 | Sin transmisión |

| Real Bucaramanga | 3 - 10 | Rionegro Águilas    | U. Industrial de Santander | 10 de mayo | 19:30 | Sin transmisión |
| Rionegro Futsal  | 11 - 1 | Halcones de Cúcuta  | El Cielo                   | 11 de mayo | 19:00 | Sin transmisión |
| Pereira Futsal   | 4 - 4  | Gremio Samario      | Rafael Cuartas Gaviria     | 11 de mayo | 20:00 | Sin transmisión |
| Once Caldas      | 7 - 5  | Barranquilla Futsal | Menor                      | 12 de mayo | 11:00 | Sin transmisión |

| Rionegro Águilas    | 3 - 2 | Rionegro Futsal  | El Cubo        | 17 de mayo | 19:00 | Sin transmisión |
| Barranquilla Futsal | 5 - 4 | Pereira Futsal   | Indeportes     | 18 de mayo | 20:00 | Sin transmisión |
| Gremio Samario      | 7 - 3 | Real Bucaramanga | Villa Olímpica | 19 de mayo | 11:00 | Sin transmisión |
| Halcones de Cúcuta  | 2 - 2 | Once Caldas      | Toto Hernández | 19 de mayo | 11:00 | Sin transmisión |

| Rionegro Futsal  | 1 - 2 | Gremio Samario      | El Cielo                   | 23 de mayo | 20:00 | Win Sports      |
| Rionegro Águilas | 6 - 2 | Halcones de Cúcuta  | El Cubo                    | 24 de mayo | 19:00 | Sin transmisión |
| Pereira Futsal   | 5 - 6 | Once Caldas         | Rafael Cuartas Gaviria     | 25 de mayo | 20:00 | Sin transmisión |
| Real Bucaramanga | 3 - 7 | Barranquilla Futsal | U. Industrial de Santander | 26 de mayo | 11:00 | Sin transmisión |

| Pereira Futsal      | 1 - 1  | Halcones de Cúcuta | Rafael Cuartas Gaviria | 1 de junio | 20:00 | Sin transmisión |
| Barranquilla Futsal | 2 - 1  | Rionegro Futsal    | Indeportes             | 2 de junio | 13:00 | Sin transmisión |
| Once Caldas         | 4 - 4  | Real Bucaramanga   | Menor                  | 2 de junio | 20:00 | Win Sports      |
| Gremio Samario      | 10 - 4 | Talento Dorado     | Villa Olímpica         | 3 de junio | 11:00 | Sin transmisión |

| Rionegro Águilas   | 3 - 1 | Barranquilla Futsal | El Cubo                    | 8 de junio | 17:30 | Win Sports      |
| Rionegro Futsal    | 7 - 6 | Once Caldas         | El Cielo                   | 8 de junio | 19:00 | Sin transmisión |
| Halcones de Cúcuta | 7 - 6 | Gremio Samario      | Toto Hernández             | 9 de junio | 9:00  | Sin transmisión |
| Real Bucaramanga   | 6 - 5 | Pereira Futsal      | U. Industrial de Santander | 9 de junio | 15:30 | Sin transmisión |

### Grupo B
| Pos. | Equipos                 | PJ | PG | PE | PP | GF | GC | Dif. | Pts. |
| ---- | ----------------------- | -- | -- | -- | -- | -- | -- | ---- | ---- |
| 1.   | Deportivo Lyon          | 14 | 11 | 1  | 2  | 65 | 39 | 26   | 34   |
| 2.   | Deportivo Meta          | 14 | 10 | 1  | 3  | 60 | 47 | 13   | 31   |
| 3.   | Cóndor - Santa Fe       | 14 | 9  | 2  | 3  | 63 | 41 | 22   | 29   |
| 4.   | Deportivo D'Martín      | 14 | 6  | 3  | 5  | 64 | 57 | 7    | 21   |
| 5.   | Lanús Colombia          | 14 | 7  | 0  | 7  | 56 | 62 | -6   | 21   |
| 6.   | Utrahuilca Huila futsal | 14 | 4  | 1  | 9  | 50 | 64 | -14  | 13   |
| 7.   | Deportivo Sanpas        | 14 | 2  | 1  | 11 | 44 | 61 | -17  | 7    |
| 8.   | Deportivo Cali          | 14 | 2  | 1  | 11 | 37 | 68 | -31  | 7    |

#### Resultados
- La hora de cada encuentro corresponde al huso horario que rige a Colombia (UTC-5)

Nota: El canal Win Sports es el medio de difusión por televisión autorizado por la Dimayor para la transmisión por cable de un partido por fecha, teniendo en cuenta que, en algunas fechas, no hay transmisión por televisión.
| Cóndor - Santa Fe | 3 - 4 | Deportivo Meta     | Cooburgos            | 2 de marzo | 16:00 | Sin transmisión |
| Deportivo Sanpas  | 4 - 7 | Lanús Colombia     | IRDET                | 2 de marzo | 19:00 | Sin transmisión |
| Deportivo Lyon    | 5 - 1 | Deportivo Cali     | SENA                 | 3 de marzo | 14:00 | Sin transmisión |
| Atlético Huila    | 4 - 4 | Deportivo D'Martín | Álvaro Sánchez Silva | 3 de marzo | 14:00 | Sin transmisión |

| Deportivo D'Martín | 2 - 5 | Deportivo Lyon    | Madrid                  | 9 de marzo  | 19:00 | Sin transmisión |
| Deportivo Meta     | 5 - 4 | Atlético Huila    | Álvaro Mejía Amaya      | 9 de marzo  | 19:30 | Sin transmisión |
| Deportivo Cali     | 7 - 5 | Deportivo Sanpas  | Carlos Alberto Bejarano | 10 de marzo | 11:00 | Sin transmisión |
| Lanús Colombia     | 5 - 3 | Cóndor - Santa Fe | El Salitre              | 10 de marzo | 15:30 | Sin transmisión |

| Lanús Colombia    | 3 - 1 | Deportivo Cali     | El Salitre | 14 de marzo | 20:00 | Win Sports      |
| Cóndor - Santa Fe | 6 - 1 | Atlético Huila     | Cooburgos  | 16 de marzo | 16:00 | Sin transmisión |
| Deportivo Sanpas  | 3 - 3 | Deportivo D'Martín | IRDET      | 16 de marzo | 19:00 | Sin transmisión |
| Deportivo Lyon    | 3 - 5 | Deportivo Meta     | SENA       | 17 de marzo | 11:00 | Sin transmisión |

| Deportivo D´Martín | 3 - 2 | Lanús Colombia    | Madrid                  | 20 de marzo | 20:00 | Win Sports      |
| Atlético Huila     | 6 - 4 | Deportivo Lyon    | Álvaro Sánchez Silva    | 23 de marzo | 18:30 | Sin transmisión |
| Deportivo Meta     | 3 - 1 | Deportivo Sanpas  | Álvaro Mesa Amaya       | 23 de marzo | 19:00 | Sin transmisión |
| Deportivo Cali     | 3 - 8 | Cóndor - Santa Fe | Carlos Alberto Bejarano | 24 de marzo | 11:00 | Sin transmisión |

| Deportivo Sanpas  | 5 - 3 | Atlético Huila     | IRDET                   | 4 de abril | 20:00 | Win Sports      |
| Cóndor - Santa Fe | 3 - 3 | Deportivo Lyon     | Cooburgos               | 6 de abril | 16:00 | Sin transmisión |
| Lanús Colombia    | 4 - 2 | Deportivo Meta     | El Salitre              | 6 de abril | 19:00 | Sin transmisión |
| Deportivo Cali    | 5 - 9 | Deportivo D´Martín | Carlos Alberto Bejarano | 7 de abril | 11:30 | Sin transmisión |

| Atlético Huila    | 7 - 6 | Lanús Colombia     | Álvaro Sánchez Silva | 11 de abril | 20:00 | Sin transmisión |
| Cóndor - Santa Fe | 3 - 2 | Deportivo D'Martín | Cooburgos            | 13 de abril | 16:00 | Sin transmisión |
| Deportivo Lyon    | 4 - 3 | Deportivo Sanpas   | SENA                 | 13 de abril | 16:00 | Sin transmisión |
| Deportivo Meta    | 3 - 2 | Deportivo Cali     | Álvaro Mesa Amaya    | 13 de abril | 19:30 | Sin transmisión |

| Deportivo Cali     | 4 - 2 | Atlético Huila    | Carlos Alberto Bejarano | 19 de abril | 17:30 | Win Sports      |
| Deportivo D´Martín | 4 - 5 | Deportivo Meta    | Madrid                  | 20 de abril | 17:00 | Sin transmisión |
| Deportivo Sanpas   | 1 - 4 | Cóndor - Santa Fe | IRDET                   | 20 de abril | 19:00 | Sin transmisión |
| Lanús Colombia     | 3 - 5 | Deportivo Lyon    | El Salitre              | 21 de abril | 18:30 | Sin transmisión |

| Deportivo Meta     | 3 - 6 | Cóndor - Santa Fe | Álvaro Mesa Amaya       | 25 de abril | 18:00 | Win Sports      |
| Deportivo D´Martín | 8 - 4 | Atlético Huila    | Madrid                  | 27 de abril | 17:00 | Sin transmisión |
| Deportivo Cali     | 1 - 1 | Deportivo Lyon    | Carlos Alberto Bejarano | 28 de abril | 11:00 | Sin transmisión |
| Lanús Colombia     | 4 - 3 | Deportivo Sanpas  | El Salitre              | 28 de abril | 13:30 | Sin transmisión |

| Cóndor - Santa Fe | 7 - 5 | Lanús Colombia     | Cooburgos            | 4 de mayo | 16:00 | Sin transmisión |
| Deportivo Lyon    | 4 - 3 | Deportivo D´Martín | SENA                 | 4 de mayo | 16:00 | Sin transmisión |
| Deportivo Sanpas  | 5 - 1 | Deportivo Cali     | IRDET                | 4 de mayo | 19:00 | Sin transmisión |
| Atlético Huila    | 2 - 4 | Deportivo Meta     | Álvaro Sánchez Silva | 5 de mayo | 11:00 | Sin transmisión |

| Deportivo D'Martín | 5 - 2 | Deportivo Sanpas  | Madrid                  | 9 de mayo  | 20:00 | Win Sports      |
| Atlético Huila     | 2 - 4 | Cóndor - Santa Fe | Álvaro Sánchez Silva    | 11 de mayo | 19:00 | Sin transmisión |
| Deportivo Meta     | 5 - 9 | Deportivo Lyon    | Álvaro Mesa Amaya       | 11 de mayo | 19:30 | Sin transmisión |
| Deportivo Cali     | 2 - 5 | Lanús Colombia    | Carlos Alberto Bejarano | 12 de mayo | 11:30 | Sin transmisión |

| Lanús Colombia    | 6 - 10 | Deportivo D'Martín | El Salitre | 16 de mayo | 20:00 | Win Sports      |
| Cóndor - Santa Fe | 2 - 2  | Deportivo Cali     | Cooburgos  | 18 de mayo | 16:00 | Sin transmisión |
| Deportivo Lyon    | 4 - 2  | Atlético Huila     | SENA       | 18 de mayo | 16:00 | Sin transmisión |
| Deportivo Sanpas  | 2 - 4  | Deportivo Meta     | IRDET      | 18 de mayo | 19:00 | Sin transmisión |

| Atlético Huila     | 4 - 3 | Deportivo Sanpas  | Álvaro Sánchez Silva | 24 de mayo | 20:00 | Win Sports      |
| Deportivo Lyon     | 5 - 2 | Cóndor - Santa Fe | SENA                 | 24 de mayo | 20:00 | Sin transmisión |
| Deportivo D'Martín | 6 - 4 | Deportivo Cali    | Madrid               | 25 de mayo | 16:30 | Sin transmisión |
| Deportivo Meta     | 7 - 1 | Lanús Colombia    | Álvaro Mesa Amaya    | 26 de mayo | 14:00 | Sin transmisión |

| Deportivo D'Martín | 1 - 6 | Cóndor - Santa Fe | Madrid                  | 30 de mayo | 20:00 | Win Sports      |
| Deportivo Cali     | 2 - 6 | Deportivo Meta    | Carlos Alberto Bejarano | 31 de mayo | 19:00 | Sin transmisión |
| Lanús Colombia     | 4 - 3 | Atlético Huila    | El Salitre              | 2 de junio | 15:45 | Sin transmisión |
| Deportivo Sanpas   | 3 - 6 | Deportivo Lyon    | IRDET                   | 3 de junio | 11:00 | Sin transmisión |

| Cóndor - Santa Fe | 6 - 4 | Deportivo Sanpas   | Cooburgos            | 8 de junio | 16:00 | Sin transmisión |
| Deportivo Meta    | 4 - 4 | Deportivo D'Martín | Álvaro Mesa Amaya    | 8 de junio | 20:00 | Sin transmisión |
| Atlético Huila    | 6 - 3 | Deportivo Cali     | Álvaro Sánchez Silva | 9 de junio | 11:00 | Sin transmisión |
| Deportivo Lyon    | 5 - 1 | Lanús Colombia     | SENA                 | 9 de junio | 20:00 | Win Sports      |